# Prowitamina
Prowitamina – związek chemiczny, który w wyniku reakcji chemicznych (np. enzymatycznych lub fotochemicznych) w organizmie ulega przekształceniu w witaminę.
Tak np. prowitamina D2 (ergosterol) jest poprzez promieniowanie ultrafioletowe przetwarzana w skórze w witaminę D2 (ergokalcyferol).
Źródła prowitamin dla człowieka:
- dieta
- mikroflora przewodu pokarmowego
- mogą być substancjami endogennymi, ale musi zadziałać wtedy jakiś zewnętrzny czynnik, który je aktywuje do witamin